# Greatest Hits (The Doors)
Greatest Hits  är ett samlingsalbum av musikgruppen The Doors, utgivet oktober 1980.
En cd-utgåva släpptes 1996. På denna hade låtarna "The Ghost Song", "The End" och "Love Her Madly" lagts till, medan "Not to Touch the Earth" utelämnats.

## Låtlista
1. "Hello, I Love You" - 2:14
2. "Light My Fire" - 7:09
3. "People Are Strange" - 2:12
4. "Love Me Two Times" - 3:18
5. "Riders on the Storm" - 7:12
6. "Break on Through (To the Other Side)" - 2:29
7. "Roadhouse Blues" - 6:15
8. "Not to Touch the Earth" - 3:55
9. "Touch Me" - 3:13
10. "L.A. Woman" - 7:51